# Hahnia jocquei
Hahnia jocquei är en spindelart som beskrevs av Robert Bosmans 1982. Hahnia jocquei ingår i släktet Hahnia och familjen panflöjtsspindlar.
Artens utbredningsområde är Malawi. Inga underarter finns listade i Catalogue of Life.